# Власовский (Ростовская область)
Власовский — хутор в Зимовниковском районе Ростовской области. Входит в состав Северного сельского поселения.
Основан в 1877 году как станица Власовская
Население - 56 (2012)

## История
Основан в 1877 году как станица Власовская из Чоносовской и Кевюдовской сотен, назван по имени атамана генерал-майора М. Г. Власова. 
Согласно данным первой Всероссийской переписи населения в 1897 году в станице проживало 790 душ мужского и 740 женского пола, также 10 душ мужского пола проживало при хуруле станицы. Административно входила в состав Сальского округа области Войска Донского.
В 1907 году из юрта станицы Власовской была выделена самостоятельная станица Чунусовская. Согласно Алфавитному списку населённых мест области войска Донского 1915 года издания в станице Власовской насчитывалось 200 дворов, в которых проживало 616 душ мужского и 359 душ женского пола

После установления советской власти станица - центр Власовского сельского совета. В результате Гражданской войны население станицы резко сократилось. Согласно первой Всесоюзной переписи населения 1926 года население станицы Власовской Зимовниковского района Сальского округа Северо-Кавказского края составило 307 человек, все - калмыки.
В 1930 году Власовский сельсовет был включён в состав Калмыцкого района Сальского округа Сальского округа Северо-Кавказского края, однако в результате административно-территориальных преобразований из состава района был исключён. В списке сельсоветов Калмыцкого района за 1932 год Власовский сельсовет не значится
В марте 1944 года калмыцкое население было депортировано. Дата преобразования в хутор не установлена.

## География
Хутор расположен на севере Зимовниковского района в пределах Ергенинской возвышенности, являющейся частью Восточно-Европейской равнины, на высоте 56 метров над уровнем моря. Рельеф местности равнинный, имеет общий уклон к северо-востоку, по направлению к реке Малый Гашун.
По автомобильной дороге расстояние до Ростова-на-Дону составляет 290 км, до районного центра посёлка Зимовники - 22 км, до административного центра сельского поселения хутора Гашун - 17 км. С запада село обходит региональная автодорога Волгоград - Сальск.
Часовой пояс
Власовский, как и вся Ростовская область, находится в часовой зоне МСК (московское время). Смещение применяемого времени относительно UTC составляет +3:00.

### Улицы
- ул. Раздольная
- ул. Целинная
- ул. Школьная

## Население
Динамика численности населения
| 1897 | 1915 | 1926 | 2002 |
| ---- | ---- | ---- | ---- |
| 1540 | 975  | 307  | 61   |

| 2006 | 2007 | 2008 | 2009 | 2010 | 2011 | 2012 |
| ---- | ---- | ---- | ---- | ---- | ---- | ---- |
| 57   | →57  | ↗59  | ↘56  | ↗69  | ↘53  | ↗56  |